# Тур ATP
Тур ATP (відомий як Світовий тур ATP з січня 2009 року до грудня 2018 року) - це тенісний тур найвищого рівня для чоловіків, організований Асоціацією тенісистів-професіоналів. Тур другого рівня — турнір Тур ATP Челленджер, а третій рівень — Чоловічі змагання ITF.

## Турніри Туру ATP
Тур ATP включає тур ATP Мастерс 1000, тур ATP 500 та тур ATP 250. ATP також здійснює нагляд за туром ATP Челленджер, рівнем нижчим за турніри ATP та туром чемпіонів ATP серед ветеранів. Турніри Великого шлему, невелика частина олімпійського турніру з тенісу, Кубок Девіса та змагання ITF не підпадають під егіду ATP, але замість цього проводяться ITF та Міжнародним олімпійським комітетом (МОК) для Олімпіади. Однак у цих заходах бали за рейтингом ATP присуджуються, за винятком Олімпіади. Чотиритижневі турніри Satellite ITF були припинені у 2007 році.
Гравці та пари з найбільшою кількістю рейтингових очок (зібрані протягом календарного року) грають у фіналі сезону ATP, який з 2000 по 2008 рік проводився спільно з Міжнародною федерацією тенісу (ITF). Деталі Туру ATP:
| Подія                | Кількість турнірів | Призові (USD)          | Рейтингові очки за перемогу | Керуюча організація |
| -------------------- | ------------------ | ---------------------- | --------------------------- | ------------------- |
| Великий шлем         | 4                  | Дивіться окремі статті | 2,000                       | ITF                 |
| Фінал ATP            | 1                  | $9,000,000 (2019)      | 1,500                       | ATP                 |
| Тур ATP Мастерс 1000 | 9                  | $6,500,000-$9,500,000  | 1000                        | ATP                 |
| Кубок ATP            | 1                  | $15,000,000 (2020)     | 750                         | ATP                 |
| тур ATP 500          | 14                 | $2,000,000-$3,500,000  | 500                         | ATP                 |
| тур ATP 250          | 37                 | $600,000 -$1,500,000   | 250                         | ATP                 |
| Тур ATP Челленджер   | 84                 | $50,000-$200,000       | 125-80                      | ATP                 |
| Змагання ITF         | 534                | $10,000-$25,000        | 20-10                       | ITF                 |
| Олімпіада            | 1                  | Дивіться окремі статті | 0                           | IOC                 |

## Рейтинг ATP
ATP публікує щотижневі рейтинги професійних гравців.

### Поточний рейтинг
| Станом на 7 квітня 2025 | Станом на 7 квітня 2025   | Станом на 7 квітня 2025 | Станом на 7 квітня 2025 | Станом на 7 квітня 2025 |
| #                       | Гравець                   | Очки                    | Зміна                   |                         |
| ----------------------- | ------------------------- | ----------------------- | ----------------------- | ----------------------- |
| 1                       | Яннік Сіннер (ITA)        | 10,330                  | ▬                       |                         |
| 2                       | Александр Зверєв (GER)    | 7,645                   | ▬                       |                         |
| 3                       | Карлос Алькарас (ESP)     | 6,720                   | ▬                       |                         |
| 4                       | Тейлор Фріц (USA)         | 5,290                   | ▬                       |                         |
| 5                       | Новак Джокович (SRB)      | 4,510                   | ▬                       |                         |
| 6                       | Джек Дрейпер (GBR)        | 3,780                   | ▬                       |                         |
| 7                       | Каспер Руд (NOR)          | 3,765                   | ▬                       |                         |
| 8                       | Стефанос Ціціпас (GRE)    | 3,445                   | ▬                       |                         |
| 9                       | Андрій Рубльов (RUS)      | 3,440                   | ▬                       |                         |
| 10                      | Алекс де Мінор (AUS)      | 3,335                   | ▬                       |                         |
| 11                      | Данило Медведєв (RUS)     | 3,290                   | ▬                       |                         |
| 12                      | Гольгер Руне (DEN)        | 3,270                   | ▬                       |                         |
| 13                      | Томмі Пол (USA)           | 3,160                   | ▬                       |                         |
| 14                      | Бен Шелтон (USA)          | 2,690                   | ▬                       |                         |
| 15                      | Артюр Фіс (FRA)           | 2,670                   | ▬                       |                         |
| 16                      | Лоренцо Музетті (ITA)     | 2,650                   | ▬                       |                         |
| 17                      | Френсіс Тіафо (USA)       | 2,525                   | ▬                       |                         |
| 18                      | Григор Димитров (BUL)     | 2,492                   | ▬                       |                         |
| 19                      | Фелікс Оже-Аліассім (CAN) | 2,415                   | ▬                       |                         |
| 20                      | Юго Енбер (FRA)           | 2,335                   | ▬                       |                         |

| Рейтинг ATP (індивідуальний парний) станом на 31 січня 2022 | Рейтинг ATP (індивідуальний парний) станом на 31 січня 2022 | Рейтинг ATP (індивідуальний парний) станом на 31 січня 2022 | Рейтинг ATP (індивідуальний парний) станом на 31 січня 2022 | Рейтинг ATP (індивідуальний парний) станом на 31 січня 2022 |
| #                                                           | Гравець                                                     | Очки                                                        | Зміна                                                       |                                                             |
| ----------------------------------------------------------- | ----------------------------------------------------------- | ----------------------------------------------------------- | ----------------------------------------------------------- | ----------------------------------------------------------- |
| 1                                                           | Мате Павич (CRO)                                            | 10,105                                                      | ▬                                                           |                                                             |
| 2                                                           | Нікола Мектич (CRO)                                         | 9,670                                                       | ▬                                                           |                                                             |
| 3                                                           | Джо Солсбері (GBR)                                          | 9,440                                                       | ▬                                                           |                                                             |
| 4                                                           | Ражів Рам (USA)                                             | 9,213                                                       | ▬                                                           |                                                             |
| 5                                                           | Ніколя Маю (FRA)                                            | 7,690                                                       | ▬                                                           |                                                             |
| 6                                                           | Орасіо Себальйос (ARG)                                      | 7,640                                                       | ▬                                                           |                                                             |
| 7                                                           | Марсель Гранольєрс (ESP)                                    | 7,583                                                       | ▬                                                           |                                                             |
| 8                                                           | Філіп Полашек (SVK)                                         | 6,810                                                       | ▲ 1                                                         |                                                             |
| 9                                                           | П'єр-Юг Ербер (FRA)                                         | 6,660                                                       | ▼ 1                                                         |                                                             |
| 10                                                          | Хуан Себастьян Кабаль (COL)                                 | 5,570                                                       | ▬                                                           |                                                             |
| 10                                                          | Роберт Фара (COL)                                           | 5,570                                                       | ▬                                                           |                                                             |
| 12                                                          | Джон Пірс (AUS)                                             | 5,525                                                       | ▬                                                           |                                                             |
| 13                                                          | Іван Додіг (CRO)                                            | 5,115                                                       | ▬                                                           |                                                             |
| 14                                                          | Майкл Вінус (NZL)                                           | 4,871                                                       | ▲ 1                                                         |                                                             |
| 15                                                          | Кевін Кравіц (GER)                                          | 4,830                                                       | ▼ 1                                                         |                                                             |
| 16                                                          | Бруно Соарес (BRA)                                          | 4,600                                                       | ▬                                                           |                                                             |
| 17                                                          | Тім Пютц (GER)                                              | 4,495                                                       | ▲ 1                                                         |                                                             |
| 18                                                          | Горія Текеу (ROU)                                           | 4,410                                                       | ▼ 1                                                         |                                                             |
| 19                                                          | Джеймі Маррей (GBR)                                         | 4,253                                                       | ▬                                                           |                                                             |
| 20                                                          | Ніл Скупскі (GBR)                                           | 4,210                                                       | ▬                                                           |                                                             |